# Station Greenwich
Greenwich is een station van National Rail en de Docklands Light Railway (Lewisham Branch) in Greenwich, gelegen in de Royal Borough of Greenwich in het zuidoosten van de Britse metropool Groot-Londen. Het station is geopend in 1833, in 1999 werd de DLR lijn geopend. Het stationsgebouw, gebouwd in 1840 is een van de oudste stationsgebouwen in het Verenigd Koninkrijk.

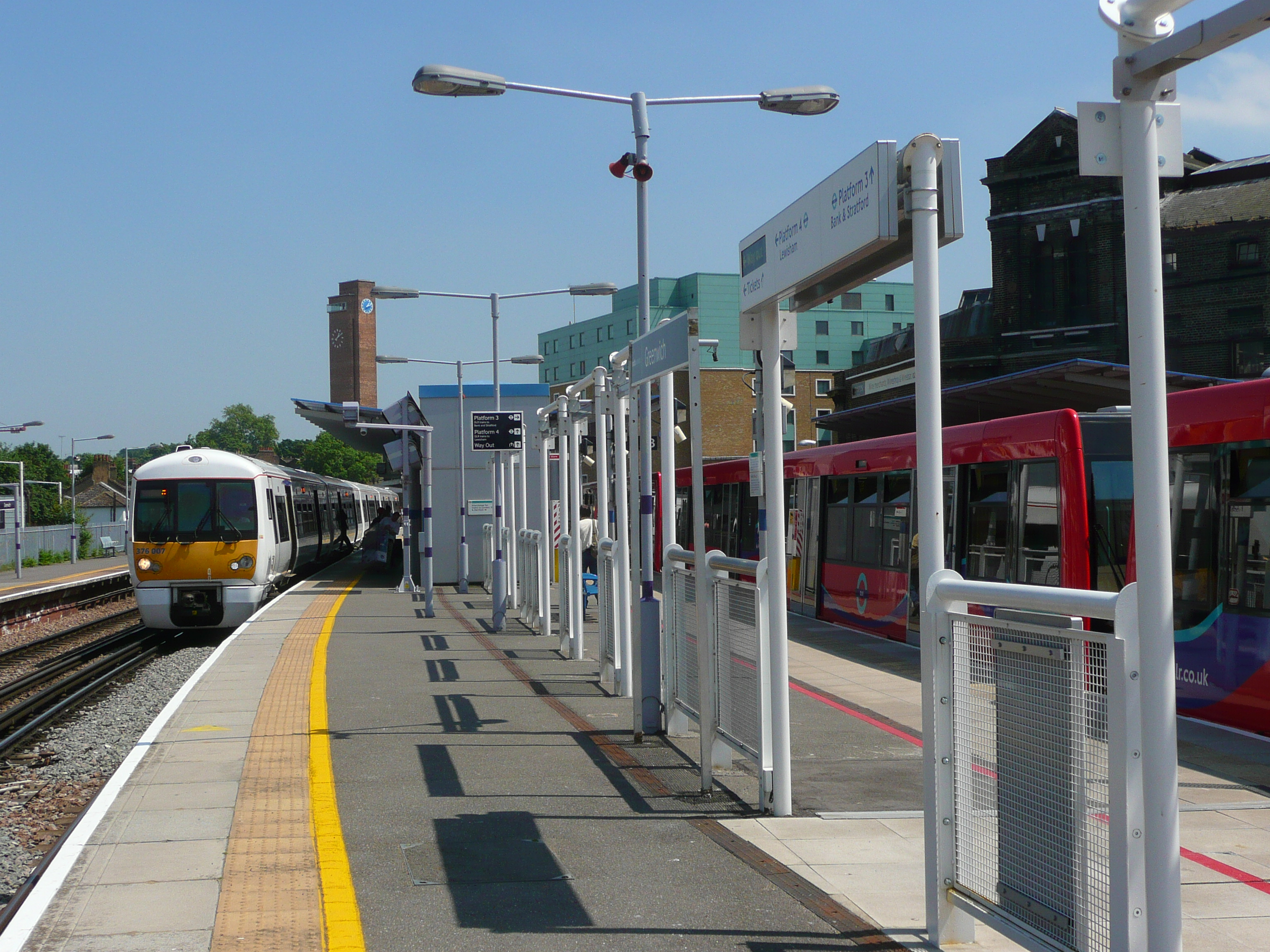
Trein van London Overground (links) en DLR (rechts)